# 洗衣符號

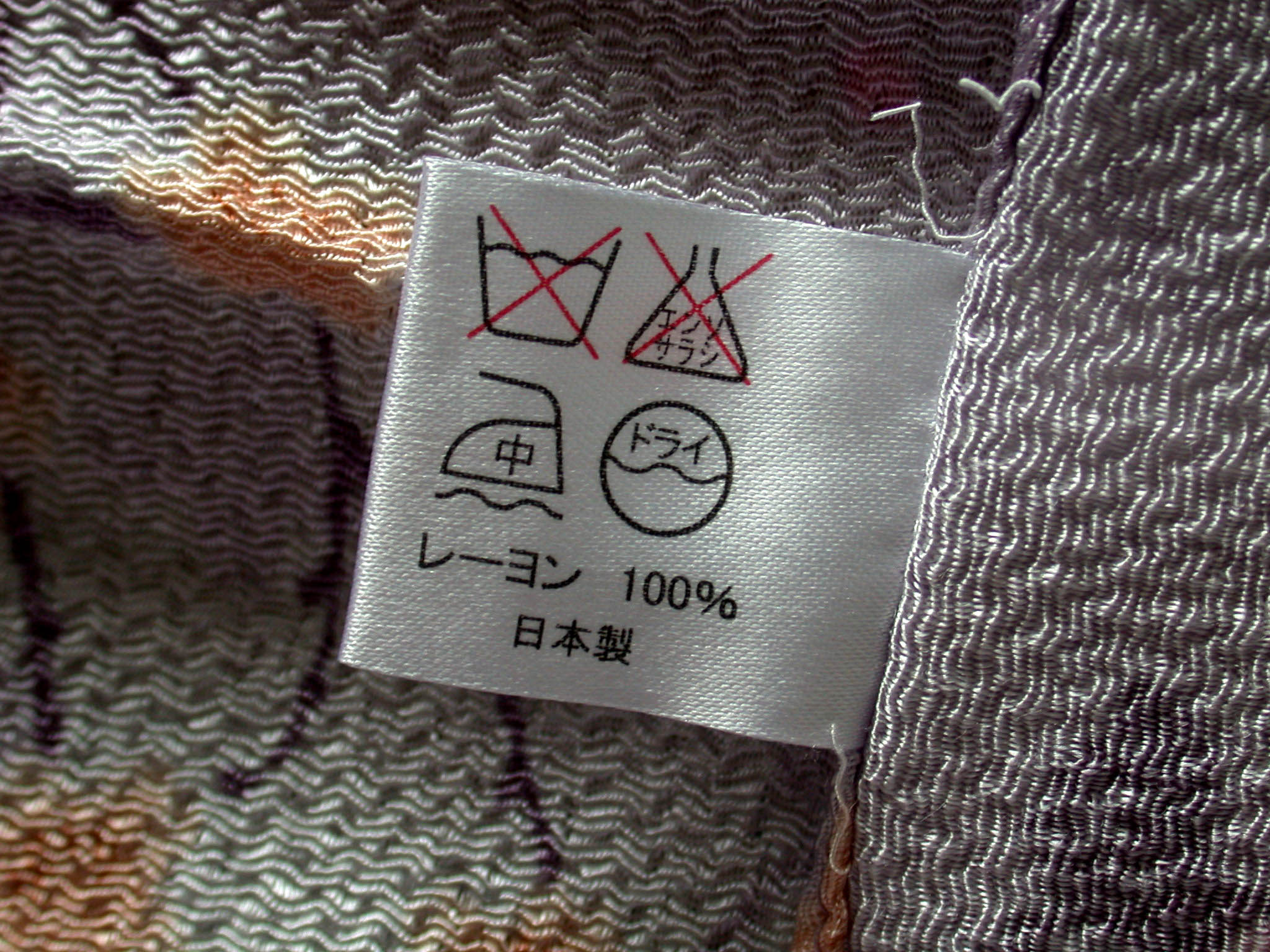
日本洗衣符號。符號表示衣服不能水洗、不能漂白、可以熨燙、可以干洗。

纺织品维护标签符号通常印在附於衣服的標籤上，以图形符号的方式提供處理衣服的建議。不同的國家或地區有不同的標準，在一些地方，圖形會有文字補充說明。
符號所表示的是處理衣物的最大限度，而不是建議做法。例如，如果一個符號表示熱水洗滌和烘乾，則以冷水洗滌和在晾衣繩放乾也是可以接受的。

## 一般
符號標示了不會損害衣物的可接受處理方法。但有關處理方法是否必要或足夠則沒有說明。一個較標示溫和的處理方法一定可以接受。使用這些符號必須遵守的規定。不正確的標籤是禁止的。
标签的颜色：一般底色为白色，图形符号为黑色，有时叉号“×”会使用红色，使其更加醒目。

## 水洗
符號为洗涤槽。包括手洗和机洗。
不带“℃”的數字為允许的最高洗涤溫度，分别为95、70、60、50、40、30。在美国，用点表示水洗温度：四个点表示很高的温度，最高60℃；三个点表示高温，最高50℃；二个点表示中温，最高40℃；一个点表示低温，最高30℃，最低20℃。
一條橫線表示缓和處理，兩條橫線表示非常缓和處理。
符号上叠加的叉号“×”表示不允许的处理。
除了水洗符号外可能会带有补充说明，如：分开洗涤、反面洗涤、不可皂洗、不可甩干、不可搓洗、刷洗、整件刷洗等。
不再使用的符号：带有数字“95”和一条横线表示最高洗涤温度95℃和缓和程序的符号、不可机洗符号、不可拧干符号。

水洗
最高洗涤温度95℃，常规程序
最高洗涤温度70℃，常规程序
最高洗涤温度60℃，常规程序
最高洗涤温度60℃，缓和程序
最高洗涤温度50℃，常规程序
最高洗涤温度50℃，缓和程序
最高洗涤温度40℃，常规程序
最高洗涤温度40℃，缓和程序
最高洗涤温度40℃，非常缓和程序
最高洗涤温度30℃，常规程序
最高洗涤温度30摄氏度，缓和程序
最高洗涤温度30℃，非常缓和程序
手洗，最高洗涤温度40℃
不可水洗

## 漂白
符号为三角形或等边三角形。漂白原先叫氯漂（指仅含氯漂白），漂白使用氯漂剂或氧/非氯漂白剂。
符号上叠加的叉号“×”表示不允许的处理。
不再使用的符号：带有“Cl”字样的表示可以氯漂的符号、带有叉号“×”和“Cl”字样的表示不可氯漂的符号。

允许任何漂白剂
仅允许氧漂/非氯漂
不可漂白

## 干燥
符号为正方形或悬挂的衣服（旧符号）。干燥分为自然干燥和翻转干燥。自然干燥分为悬挂晾干、悬挂滴干、平摊晾干、平摊滴干。
除了干燥符号外可能会带有补充说明，如：远离热源等。

### 自然干燥
竖线表示悬挂自然干燥，横线表示平摊自然干燥，左上角一条斜线表示在阴凉处自然干燥。

不再使用的符号：正方形带有半圆和悬挂的衣服带有衣架表示的悬挂晾干的符号、正方形和悬挂的衣服内带有六条竖线的表示滴干的符号、悬挂的衣服内带有一个横线的表示平摊干燥的符号、正方形和悬挂的衣服右下角带有三条斜线的表示阴干的符号。

干燥
悬挂晾乾
在阴凉处悬挂晾干
悬挂滴干
在阴凉处悬挂滴干
平摊晾干
在阴凉处平摊晾干
平摊滴干
在阴凉处平摊滴干

### 翻转干燥
正方形里的圆表示翻转干燥。翻转干燥也叫转笼翻转干燥。俗称烘干
圆点表示所允许的最高温度，一个圆点为较低温度（60℃），两个圆点为常规温度（80℃）。
符号上叠加的叉号“×”表示不允许的处理。

不再使用的符号：以正方形和内切圆表示的转笼翻转干燥的符号。

可使用翻转干燥，常规温度（排气口最高温度80℃）
可使用翻转干燥，较低温度（排气口最高温度60℃）
不可翻转干燥

## 熨燙
符号为手工熨斗或熨斗。熨烫可以带蒸汽或不带蒸汽。圆点表示熨斗底板的最高温度，一個圆點为110℃，二個圆點为150℃，三個圆點为200℃。
符号上叠加的叉号“×”表示不允许的处理。
除了熨烫符号外可能会带有补充说明，如：反面熨烫、湿熨烫等。
不再使用的符号：带有“高”“中”“低”字样的表示熨斗底板最高温度的符号、垫布熨烫符号、蒸汽熨烫符号。

熨燙
熨斗底板最高温度200℃
熨斗底板最高温度150℃
熨斗底板最高温度110℃
不可熨燙

## 专业纺织品维护
符号为圆圈或圆形。包括专业干洗和专业湿洗（不包括工业洗涤）。
一條橫條表示缓和处理，兩條横线表示非常缓和处理。
“F”表示使用碳氢化合物溶剂，“P”表示使用四氯乙烯和碳氢化合物溶剂，“W”表示专业湿洗。
符号上叠加的叉号“×”表示不允许的处理。
不再使用的符号：带有“干洗”字样的表示常规干洗的符号、带有“干洗”字样和一条横线表示缓和干洗的符号、缓和干洗符号、带有叉号“×”和“干洗”字样的表示不可干洗的符号。

专业纺织品维护
使用四氯乙烯和符号F代表的所有溶剂的专业干洗，常规干洗
使用四氯乙烯和符号F代表的所有溶剂的专业干洗，缓和干洗
使用碳氢化合物溶剂的专业干洗，常规干洗
使用碳氢化合物溶剂的专业干洗，缓和干洗
不可干洗
专业湿洗，常规湿洗
专业湿洗，缓和湿洗
专业湿洗，非常缓和湿洗

## 争议
中华人民共和国国家标准GB 5296.4要求耐久性标签（即“水洗标”）“一直附着在产品本身上”，而很多成品衣服实现此强制性标准的同时，未能照顾到穿着舒适度问题，造成穿着体验不佳。2017年第7号国家标准公告中，该标准变更为推荐性标准GB/T 5296.4—2012。